# I Want It That Way
I Want It That Way è un brano dei Backstreet Boys, estratto il 12 aprile 1999 come primo singolo dal loro terzo album in studio, Millennium. 
Scritta da Max Martin e Andreas Carlsson e prodotta da Kristian Lundin, I Want It That Way è considerata la canzone più significativa e rappresentativa dell’intera carriera dei Backstreet Boys, raggiungendo la posizione n°1 nelle classifiche di 25 paesi, tra cui Austria, Canada, Germania, Italia, Nuova Zelanda, Paesi Bassi, Regno Unito e Svizzera.
Negli Stati Uniti raggiunse la posizione n°1 nelle classifiche Adult Contemporary e Top 40 Mainstream di Billboard e la n°6 nella classifica Billboard Hot 100, dove rimase per 8 settimane non consecutive. Fu nominata a 3 Grammy Award tra cui i Grammy per la canzone e registrazione dell'anno. È ad oggi ritenuto il più grande singolo di una boyband di tutti i tempi secondo il magazine Billboard e secondo i lettori di Rolling Stone è il brano che rende i Backstreet Boys la più iconica di tutte le boyband.

## Descrizione
Secondo quanto dichiarato, inizialmente il brano indicato come primo estratto dall'album avrebbe dovuto essere Larger Than Life, seguendo la formula dei due precedenti album, ma dopo che fu ascoltato il finale di I Want It That Way, il gruppo puntò su quest'ultimo con l'intento di dare un'immagine più matura rispetto a prima, per via del suo ritmo più lento.
I Want It That Way fu scritta da Max Martin e Andreas Carlsson e prodotta da Martin e Kristian Lundin. È una ballad mid-tempo, con la quale i Backstreet Boys enfatizzano espressioni di passione romantica. L'arpeggio di chitarra che funge da introduzione e che si reitera per tutta la durata del brano, fu inserito per ultimo e ispirato a Nothing Else Matters dei Metallica.
Il testo della canzone fu contestato da alcuni critici per via delle sue inesattezze linguistiche che non davano molto senso al brano, come ad esempio il non chiaro riferimento di That. Nonostante ciò, i Backstreet Boys difesero il brano affermando che era adatto pur nella sua stranezza, innegabilmente orecchiabile e dunque difficile da dimenticare. Il componente Kevin Richardson, spiegò in seguito che se pur il testo non avesse molto senso, ciò era dovuto al fatto che ai tempi della composizione, Max Martin non possedeva un buon inglese, ma ciò non fu un problema poiché tutte le sue canzoni facevano sentire bene chi le cantava.

## Accoglienza e il successo del brano
I Want It That Way riscosse una buona accoglienza da parte della critica, definita da AllMusic come "una canzone contagiosa che farà tutti piangere sempre di più". e considerata un bel brano che trascende la sua era. Diventata la canzone più apprezzata e lodata del gruppo, I Want It That Way vinse il sondaggio dei lettori di Rolling Stone riguardo a chi fosse La migliore boyband di tutti i tempi, i quali precisarono che pur essendoci molte altre meritevoli hit dei Backstreet Boys, I Want It That Way è un classico. Nella sua classifica delle maggiori boyband dal 1987 al 2012, Billboard collocò i Backstreet Boys alla posizione n°2 per sei delle loro hit più apprezzate tra cui I Want It That Way e Quit Playing Games (With My Heart). I Want It That Way raggiunse anche la posizione n°2 nella classifica delle 30 migliori canzoni di boyband del magazine Complex.
A livello commerciale, il successo del singolo fu tale da spezzare il record per il maggior numero di volte di passaggio di un brano in una stazione radio nella prima settimana dall'uscita. Raggiunse la posizione n°1 nella classifica statunitense Hot Adult Contemporary Tracks, dove rimase per 10 settimane e il 24 aprile 1999, raggiunse la vetta della classifica  Billboard Top 40 Mainstream, stabilendo un record per molte settimane alla numero 1. Grande successo fu ottenuto anche nel Regno Unito, dove debuttò alla n°1 nella Classifica dei Singoli come unico singolo dei Backstreet Boys a raggiungere la vetta di tale classifica. È anche la quindicesima hit di una boyband negli anni 90 per aver venduto 423 300 copie nel Regno Unito. I Want It That Way fece la storia nei Paesi Bassi come primo singolo a debuttare alla numero 1 nella Top 40 e conquistò la posizione n°1 anche nelle classifiche di Austria, Canada, Germania, Italia, Nuova Zelanda e Svizzera. Il brano guadagnò tre nomination ai Grammy Awards 1999: il Grammy per la "Canzone dell'anno", per la "Registrazione dell'anno" e per la "migliore Interpretazione vocale di un gruppo".

## Video musicale
Diretto da Wayne Isham, il video mostra i Backstreet Boys all'Aeroporto Internazionale di Los Angeles, pronti a partire per il loro prossimo tour. Durante il video, i ragazzi sono vestiti di nero nelle strofe e di bianco durante il ritornello dove eseguono delle coreografie. Il video termina con i ragazzi che prima di decollare su un aereo che reca l’insegna del nome del gruppo, salutano un gruppo di fan urlanti e in lacrime con in mano cartelli e fiori.
Il video conquistò la posizione n°35 nella classifica dei 100 migliori video di MuchMusic. Ottenne 4 nomination ai MTV Video Music Awards 1999, vincendo la categoria Viewer's Choice. Il 13 novembre 2021 ha raggiunto 1 miliardo di visualizzazioni su YouTube.

## I Want It That Way "Reimaged" (2019)
Per festeggiare i vent'anni dal rilascio di Millennium, i Backstreet Boys hanno inciso una rivisitazione inedita di I Want It That Way. Il 17 maggio 2019, giorno antecedente al ventesimo anniversario dell'album , il gruppo ha pubblicato infatti una versione acustica con chitarra che mette in maggiore risalto le voci. Con questo re-make, i cinque cantanti hanno voluto ringraziare sentitamente tutti i fan per il sostegno e il supporto dato loro:

## Tracklist

### CD1
1. "I Want It That Way" (Radio Version) - 3:34
2. "My Heart Stays With You" - 3:37
3. "I'll Be There for You" - 4:43

### CD2
1. I Want It That Way (Album Version)
2. I Want It That Way (David Morales Club Version)
3. I Want It That Way (The Wunder Dub)
4. I Want It That Way (Jazzy Jim Vocal Mix)

## Classifiche

### Classifiche settimanali
| Classifica (1999)                                       | Posizione più alta |
| ------------------------------------------------------- | ------------------ |
| Australia (ARIA)                                        | 2                  |
| Austria (Ö3 Austria Top 40)                             | 1                  |
| Belgio (Fiandre) (Ultratop)                             | 4                  |
| Belgio (Vallonia) (Ultratop)                            | 7                  |
| Canada (RPM)                                            | 2                  |
| Canada (Nielsen SoundScan)                              | 1                  |
| European Hot 100 (Billboard)                            | 1                  |
| Finlandia (Suomen virallinen lista)                     | 4                  |
| Francia (Syndicat national de l'édition phonographique) | 20                 |
| Germania (Media Control Charts)                         | 1                  |
| Irlanda (IRMA)                                          | 3                  |
| Italia (FIMI)                                           | 1                  |
| Norvegia (VG-lista)                                     | 1                  |
| Nuova Zelanda (RMNZ)                                    | 1                  |
| Paesi Bassi (Dutch Top 40)                              | 1                  |
| Paesi Bassi (Single Top 100)                            | 1                  |
| Regno Unito (Official Charts Company)                   | 1                  |
| Scozia (Official Charts Company)                        | 1                  |
| Spagna (PROMUSICAE)                                     | 1                  |
| Svezia (Sverigetopplistan)                              | 2                  |
| Svizzera (Schweizer Hitparade)                          | 1                  |
| USA Billboard Hot 100                                   | 6                  |
| USA Hot Adult Contemporary (Billboard)                  | 1                  |
| USA Adult Top 40 (Billboard)                            | 11                 |
| USA Adult Mainstream Top 40 (Billboard)                 | 1                  |
| USA Adult Mainstream Top 40 Recurrents (Billboard)      | 1                  |
| USA Rhythmic Songs (Billboard)                          | 5                  |
| USA Top 40 Track (Billboard)                            | 1                  |

### Classifiche di fine anno
| Classifica (1999)                 | Posizione |
| --------------------------------- | --------- |
| Australia ARIA Singles Chart      | 25        |
| Austria Singles Chart             | 19        |
| Belgio (Fiandre) Singles Chart    | 33        |
| Belgio (Vallonia) Singles Chart   | 35        |
| Canada RPM Singles Chart          | 3         |
| Europa (European Hot 100)         | 14        |
| Germania (Official German Charts) | 14        |
| Italia FIMI Singles Chart         | 13        |
| Nuova Zelanda (Recorded Music NZ) | 17        |
| Paesi Bassi (Dutch Singles Chart) | 14        |
| Romania (Romanian Top 100)        | 22        |
| Svizzera Singles Chart            | 7         |
| USA Billboard Hot 100             | 15        |

## Certificazioni
| Paese                | Certificazione | Numero di copie vendute |
| -------------------- | -------------- | ----------------------- |
| Australia (ARIA)     | Platino        | 70.000                  |
| Austria (IFPI)       | Oro            | 25.000                  |
| Belgio (BEA)         | Platino        | 50.000                  |
| Danimarca (IFPI)     | Platino        | 90.000                  |
| Germania (BVMI)      | Platino        | 500.000                 |
| Giappone (RIAJ)      | 2x Platino     | 200.000                 |
| Italia (FIMI)        | Oro            | 25.000                  |
| Nuova Zelanda (RMNZ) | Platino        | 15.000                  |
| Regno Unito (BPI)    | Platino        | 600.000                 |
| Svezia (GLF)         | 2x Platino     | 60.000                  |
| Svizzera (IFPI)      | Oro            | 25.000                  |

## Parodie
Per via del suo notevole successo, I Want It That Way fu oggetto di numerose cover e parodie. 
- Howard Stern ha fatto una parodia della canzone intitolata The Gay Way, che fu cantata dai The Losers.
- "Weird Al" Yankovic fece una parodia intitolata eBay.
- Una parodia intitolata Which Backstreet Boy is Gay diventò un vero e proprio fenomeno di internet e inoltre diventò oggetto di imitazione di "Weird Al" Yankovic.
- I Want A Fat Babe Archiviato il 13 ottobre 2007 in Internet Archive. è un video ShockWave dove si vedono i Backstreet Boys (riferito alla parodia su SnackTreat Boys) che ballano insieme a una donna obesa.
- I Want It That Way è un video umoristico di due ragazzi collegiali che imitano lo stile dei Backstreet Boys.
- Le reazioni delle ragazze nel video sono anche imitate nel primo episodio della prima stagione della serie televisiva Heroes.
- I Blink-182 ne fecero una parodia nel video della loro canzone All the Small Things.
- Il personaggio di Mr. Meaty e Parker facevano una parodia in una pubblicità di Nickelodeon.
- ApologetiX scrisse una parodia intitolata  Want in That Place nel loro album del 2000 Spoofernatural.
- Gli Oh Boyz cantano una parodia intitolata I Want it My Way nella serie Kim Possible.